# Аистоклювые зимородки
Аистоклю́вые зиморо́дки, или гуриалы, или зимородки-гуриалы (лат. Pelargopsis), — род птиц семейства зимородковых.

## Классификация
Международный союз орнитологов включает в род три вида:
| Изображение | Русское название   | Научное название          | Распространение            |
| ----------- | ------------------ | ------------------------- | -------------------------- |
|             | Аистоклювый гуриал | Pelargopsis capensis      | Южная и Юго-Восточная Азия |
|             | Бурокрылый гуриал  | Pelargopsis amauroptera   | Южная и Юго-Восточная Азия |
|             | Черноклювый гуриал | Pelargopsis melanorhyncha | Индонезия                  |

Ранее эти три вида относили к роду Halcyon.